# Преподобни Макарије Јовањски
Преподобни Макарије Јовањски (световно: Милан Миловановић; Закута, код Краљева 5. август 1894 — Манастир Јовање, 29. јун 1949) био је српски свештеномученик и јеромонах Манастира Јовање.

## Биографија
Јеромонах Макарије рођен је 5. августа 1894. године у Закути код Краљева као Милан Миловановић. Основно образовање завршио је у родном месту, потом Богословију Светог Саве у Београду, А 1938. године завршава Универзитет у Београду. За време рата 1939, овчарско-кабларски манастири, иако и сами на удару разних војски, били су оаза за монаштво из других угрожених крајева.
Међу њима је био и велики духовник јеромонах Макарије (Миловановић) из манастира Манастир Светог Наума на Охридском језеру
Почетком Другог светског рата 1939, Бугари су протерали све Србе монахе из Македоније у Србију. Остао је некако само отац Макарије. Вероватно из страхопоштовања, јер је и прогонитељима Српске цркве из Македоније отац Макарије био познат као велики духовник и подвижник. Ипак, почетком 1944. године и њега су прогнали. Отац Макарије дошао је у тадашњу епархију свог духовног оца. Администратор епархија жичке, епископ Викентије, поставио га је за духовника женског Манастира Јовање.
Повремено је отац Макарије послом одлазио и у друге овчарско-кабларске манастире, те је долазио и у Манастир Благовештење. Са њим се овде и упознао искушеник Гојко (касније Павле Стојчевић) који започиње, а затим и води дуге разговоре о монашком и духовном животу. Гојко у њему види истинског монаха, па управо њега узима за свог духовника који ће га привести на монашење.
Отац Макарије је био такав духовник да је тачно предвидео и час свог уснућа 29. јуна 1949. године у Манастиру Јовању. Када је после пет година отворен његов гроб, 1954. године услед рушења и пресељења манастира Јовање, због предвиђене градње хидроцентрале у Међувршју, тело његово било је цело и нетрулежно.